# Hiltermannicythere emaciata
Hiltermannicythere emaciata is een mosselkreeftjessoort uit de familie van de Trachyleberididae. De wetenschappelijke naam van de soort is voor het eerst geldig gepubliceerd in 1867 door Brady.